# 페터 슈라이어
페터 슈라이어(독일어: Peter Schreier, 1935년 7월 29일 ~ 2019년 12월 25일)는 오페라 및 리트 등 다방면의 활동을 보여준 독일의 테너이자 지휘자이다. 20세기 최고의 리릭 테너 중 하나로 손꼽힌다.
슈라이어는 유년시절에는 드레스덴 십자가합창단에서 알토 솔로로 활동하다가 리트 테너로 활동하는데, 요한 제바스티안 바흐의 《크리스마스 오라토리오》와 수난곡에서 복음사가의 역할로 유명세를 얻는다. 1963년부터 베를린 국립 오페라의 멤버로 있으면서 모차르트의 《후궁으로부터의 유괴》와 《마술피리》, 한스 피츠너의 《팔레스트리나》 등 다양한 오페라에서 활약한다. 이후 빈 국립 오페라, 메트로폴리탄 오페라의 멤버로도 활동한다. 동독에서 이처럼 국제적으로 다양한 활동을 보여준 성악가는 드물다.
슈라이어는 바흐, 슈베르트, 슈만 등 전통적인 리트 작품을 많이 녹음했다.